# Siti Aisyah Alias
Siti Aisah Binti Hj Alias (25 de març de 1966), és una investigadora marina polar malàia i conferenciant. Des d'agost de 2016, és Professora associada i Sotsdirectora del Centre de Recerca Antàrtic Nacional (NARC) en el Programa de Recerca Antàrtic Malai (MARP), a la Universitat de Malàisia. El seu focus de treball és la fisiologia de microbis marins i polars, i fongs.

## Joventut i carrera
Va néixer el 25 de març de 1966 a Malàisia. Va estudiar a Tunku Ampuan Durah de 1981 a 1983. Es va graduar per la Universitat de Malàisia (Malàisia) amb un BSc en Ecologia el 1991. Va obtenir un PhD en micologia marina per la Universitat de Portsmouth el 1996. Va tornar a Malàisia per treballar com a conferenciant a l'Institut de Ciències Biològiques (UM), i va començar un programa de recerca en micologia marina, i més tard estudis polars de diversitat fúngica i enzimologia. El 2015, va ser transferida a l'Institut d'Oceà i Ciències de la Terra (IOES).

## Investigacions
Des de 2001, Alias ha estat Sotsdirectora del Centre de Recerca Antàrtic Nacional (NARC) i del Programa de Recerca Antàrtic Malai (MARP). És membre Delegada Nacional pel Comitè Científic en Recerca Antàrtica (SCAR) representant a Malàisia, membre del Comitè per al Fòrum Asiàtic en Ciència Polar (AFOPS), i membre de Força de la Tasca, Acadèmia de Malàisia de Ciència per al Programa Antàrtic Malai.
Com a principal investigadora del MARP, els seus camps de recerca científica inclouen biodiversitat fúngica i filobiogeografia, activitats antimicrobials, i adaptacions al fred d'enzims i bioquímica de microbis antàrtics. El seu compromís fort al desenvolupament de la comunitat de recerca antàrtica nacional malaia, estant dins de SCAR i del Sistema del Tractat Antàrtic, està il·lustrat pel seu establiment de col·laboracions internacionals importants amb diversos instituts antàrtics nacionals i comunitats de recerca, incloent l'Equador, Austràlia, Xile, Polònia i el Regne Unit. També té experiència de camp significatiu en Antàrtida i Àrtida, participant en diverses expedicions de recerca polars (2000-2010).
Assisteix al desenvolupament de les polítiques antàrtiques de Malàisia i practica seguir l'accessió recent del país al Tractat antàrtic, sota una subvenció de Ministeri d'Educació per al desenvolupament de Ciència i Política a l'Antàrtida (2011-2016). Dirigeix un Institut Central de Projecte d'Excel·lència en «Latitudinal Diferències en Resposta i Adaptació de Microbis a Canvis atmosfèrics», a l'Institut d'Oceà i Ciències de Terra (IOES), Universitat de Malàisia.

## Premis i honors
Se li va atorgar el «Premi de Jove Científica Nacional», Ministeri de Ciència, Tecnologia i Ambiental, Malàisia (2001), una subvenció de Ciència i Recerca de Tecnologia de la Toray Fundació de Ciència (2005), i una pertinença de la Universitat de Nacions Unides, Tòquio, Japó, UNESCO, París (2008).